# Kungshamns kyrka
Kungshamns kyrka är en kyrkobyggnad som ligger i samhället Kungshamn i Sotenäs kommun. Den tillhör sedan 2010 Södra Sotenäs församling (tidigare Kungshamns församling) i Göteborgs stift. 

## Kyrkobyggnaden
Kyrkan har en stomme av tegel, och består av ett långhus med femsidigt kor i öster och torn i väster. Vid långhusets norra sida finns en före detta sakristia.

### Tillkomst och ombyggnader
En äldre kyrka på platsen byggdes 1779 i samband med den stora sillperioden. Nuvarande kyrka uppfördes åren 1879–1880 något öster om den gamla efter ritningar utförda av Adrian C. Peterson. 
Byggnaden skadades svårt i en brand 1901 och 1903–1904 uppfördes en likadan kyrka. Vid en invändig renovering 1934–1936 sattes bland annat östra fönstret igen och vid 1965 års invändiga renovering, efter program av arkitekt Carl-Anders Hernek, tillkom en ny bänkinredning. Ett glasat kyrktorg mellan kyrkan och intilliggande församlingshem byggdes 1990 varvid man fick en gemensam ingång.

## Inventarier
- En åttakantig dopfunt av trä är samtida med kyrkan. Funten ställdes undan 1934 men togs åter i bruk 1993.
- Längst bak i kyrkan står en dopfunt huggen i granit som användes åren 1934-1993.
- Vid kyrkorummets norra sida står en predikstol med åttakantig korg, som är samtida med kyrkan och kompletterad 1936.

### Orgel
Orgelverket är tillverkat 1974 av A. Magnusson Orgelbyggeri AB inom orgelskåp och med fasaden från 1904 års orgel, byggd av Eskil Lundén. Instrumentet har 24 stämmor fördelade på två manualer och pedal. Pipmaterial från Lundéns orgel ingår i den nya.